# Nödföda

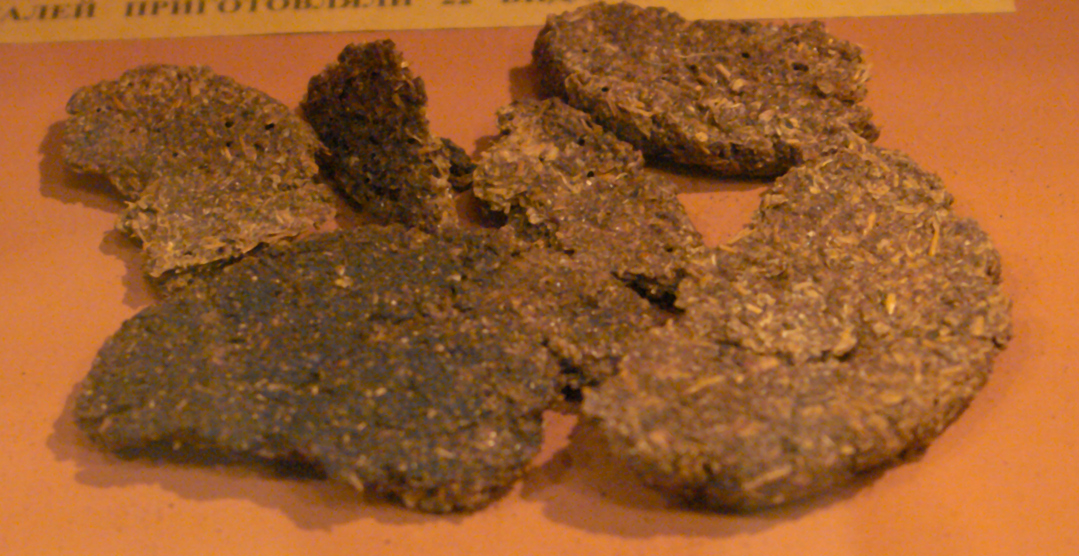
Bröd gjorda av trädgårdsmålla och kli, stekta i maskinolja, användes som föda under belägringen av Leningrad.

Nödföda eller nödmat kallas billiga eller allmänt tillgängliga födoämnen som används som näringskällor i tider av svält, som följd av extrem fattigdom (till exempel under svåra lågkonjunkturer), naturkatastrofer som torka (med missväxt som följd), krig eller folkmord. Ganska ofta förknippas därefter födan starkt med de umbäranden under vilken den förtärdes, och blir därför förkastad som näringskälla i tider med rikligare åtkomst av mat.
Klassificeringen av ett födoämne som nödföda eller "fattigmat" är främst av social karaktär. Några födor, som hummer och andra kräftdjur, anses som nödföda i vissa samhällen och lyxmat i andra. Dessa bedömningar kan dessutom skifta med årens lopp.
Mat som förknippas med svält är inte nödvändigtvis näringsfattig eller osmaklig. Efter att tvingats förtära sådan mat i stora mängder och i långa tidsperioder, dröjer dock människors motvilja mot maten kvar länge efter att den omedelbara nöden gått över. Så är även fallet om maten annars skulle utgöra en nyttig del av en mer fullständig kosthållning.

## Exempel
Genom historien har ett antal födor blivit starkt förknippade med svält, krig, eller nödår:
- Nötbrödsträdets nötter odlades av det forntida mayafolket men betraktas idag som nödmat i dagens Centralamerika.
- I Polynesien, betraktades växter från Xanthosoma-släktet (med det lokala namnet ʻape) som nödföda och användes bara när taroskörden misslyckades.
- Nonifrukten, ibland kallad "svältfrukten," har en stark lukt och en bitter smak som ofta gör att den betraktas som nödnöda.
- Naramelonen i södra Afrika används ibland som nödmat.
- Flera arter ätlig kelp, bland andra Palmaria palmata, Pelvetia och karragentång, åts av svältande kustnära bönder under den stora svälten på Irland 1846–48. Längre in i landet utgjordes nödfödan av bland andra brännässlor, åkersenap, ängssyra och källfräne.[1][2][3][4]
- Segoliljans lökar åts av Mormonerna när deras grödor inte gav skörd.
- Tulpanlökar och rödbetor åts som nödföda i de tyskockuperade delarna av Nederländerna under "hungervintern" 1944-45.
- Barkbröd är ett framstående exempel på en Skandinavisk nödföda. Brödet görs av en blandning av rågmjöl och barkmjöl som framställts av tall eller andra trädsorter. Resultatet är ett mörkt bröd som är närande men allt annat än välsmakande.
- I delstaten Maine och Kanadas atlantkust, betraktades fisk och skaldjur som fattigmat, och folk begravde hummerskal i sina trädgårdar istället för att slänga dem så att grannarna inte skulle bli varse om att de hade nedlåtit sig att äta hummer.[5]
- I boken Undergång - Civilisationernas uppgång eller fall postulerar Jared Diamond att grönländarnas förakt för fisk, skaldjur, säl och val bidrog till Grönlandskolonins fall.
- Under nödår i Ryssland och Sovjetunionen användes nässlor, trädgårdsmålla och andra vilda växter för att göra bröd eller soppa.[6]
- Kattkött åts i de norditalienska regionerna Piemonte, Emilia-Romagna, and Liguria i nödtider, t.ex. under Andra världskriget.[7]
- Likaså förekom kattkött på menyn i Parisiska kaféer under 1871 års beläging under det Fransk-tyska kriget; man åt även hund-, rått-, åsne-, kamel- och till och med elefantkött.
- Under den japanska ockupationen av Malaya, tvingades lokalbefolkningen på grund av den rådande svåra bristen på ris att överleva på rotfrukter som maniok, sötpotatis och jams.
- I halvöknen i nordöstra Brasilien, brukar man använda skotten och bladen av kaktusarten Opuntia cochenillifera som foder till nötkreatur och getter). Men när torkan blir extrem används dessa för människoföda.[8]
- Maskrosor har bitter smak, men kan stuvas eller ätas råa som sista utväg. Primo Levi beskriver förintelselägerfångar som förstulet äter maskrosblad i novellen Är detta en människa? Malcolm X skrev i sin autografi att hans mor bjöd familjen på stuvade maskrosor om ingen annan mat fanns att tillgå.
- Plattvial är en ätlig växt, men om den äts regelbundet blir den snabbt ett nervgift och leder till lathyrism. I kopparsticket Gracias a la almorta ("Plattvialen vare tack") avbildar Francisco Goya en grupp insjuknade bönder..
- Brännässlor är ätliga, men i delar av Europa äts de endast i nödtider. Tadeusz Borowski hävdade att en av de mest hatade måltiderna i Auschwitz var nässelsoppa.
- I Maldiverna användes traditionellt bladen av sjönära träd som Octopus Bush and the Beach Cabbage som nödföda.[9]

- Kaprisens knoppar och bär har använts som svältmat i södra Etiopien, Sudan och 1948 års belägring av Jerusalem.[10][11]